# (3005) Pervictoralex
(3005) Pervictoralex es un asteroide perteneciente al cinturón de asteroides, descubierto el 22 de agosto de 1979 por Claes-Ingvar Lagerkvist desde el Observatorio de La Silla, Chile.

## Designación y nombre
Designado provisionalmente como 1979 QK2. Fue nombrado Pervictoralex en homenaje a "Per Victor Alexander Lagerkvist" hijo del descubridor.